# Sidi Chiker
Sidi Chiker (franska: Sidi Chiker (CR), Sidi Chiker (Commune Rurale), arabiska: راس العين) är en kommun i Marocko.   Den ligger i provinsen Youssoufia och regionen Marrakech-Safi, 290 km sydväst om huvudstaden Rabat. Antalet invånare är 18 709.